# إد وير (محامي)
إد وير (بالإنجليزية: Ed Ware)‏ هو محامي أمريكي، ولد في 10 سبتمبر 1927 في الإسكندرية في الولايات المتحدة، وتوفي بنفس المكان في 10 يوليو 2016.